# Action Comics
Action Comics, publicada por primera vez en abril de 1938 por DC Comics, con fecha de portada de junio, aunque hay desacuerdo en su fecha exacta de publicación, es la serie de cómics que marca el debut de Superman, el primer gran superhéroe de la historia. Debido a la tensa situación mundial previa a la Segunda Guerra, el concepto de super héroe creado en el primer número de Action Comics motivó un éxito sin precedentes y dio origen a una enorme cantidad de personajes similares, iniciando la Edad Dorada de los cómics.
En primera instancia, la editorial era conocida solamente como Detective Comics, luego como National Comics y National Periodical Publication. Finalmente se la conoció como DC Comics. 
La revista tuvo una publicación interrumpida durante ciertos períodos, pero aún se sigue editando y es la segunda historieta estadounidense con más números publicados, habiendo superado los 1000.

## «Action Comics» n.º 1
Gracias a la importancia del personaje de Superman, las pocas ediciones aún existentes del Action Comics N° 1 están estimadas en alrededor de u$s 500.000. El lunes 29 de marzo de 2010 se alcanzó un precio récord al venderse por 1,5 millones de dólares, en una subasta celebrada a través de Internet. El 24 de agosto de 2014 se rompió este récord, al ser vendido por 3.2 millones de dólares en eBay.
Su portada es muy conocida dentro del ambiente de las historietas y se la ha referenciado en numerosas ocasiones:
- Aparecen dos ejemplares en la serie de televisión Los Simpson. En uno, Krusty lo quema con su cigarrillo mientras su secretario le pide que deje de malgastar su dinero, y en el otro Homer Simpson lo encuentra en un mercado de intercambio en un puesto de "5 centavos por pieza", y lo arroja a un costado al considerarlo "¡Basura!"
- En la serie limitada Kingdom Come, Alex Ross realiza un homenaje a dicha portada en un momento en que el Espectro comenta las diferencias entre Superman y Batman.
- En Crisis Infinita N.º 5, el Superman de Tierra-2 ataca al de Tierra-1 con un auto, reproduciendo la escena.
- También se hace una referencia en la película Superman Returns de 2006.
- El "Especial Salón del Cómic" de Lobo incluye en su portada parodias de una gran cantidad de números muy valorados de diversas historietas, entre ellas Action Comics 1 (en la cual el personaje no es Superman sino Lobo).
- En "Superman: Red Son" aparece también una alusión a esta portada, pero es la gente quien estrella el automóvil.
- En el manual del juego de rol Mutants & Masterminds aparece un homenaje a esta conocida portada.
- En un episodio de Los Padrinos Mágicos, cuando Pepe Veraz hace su reportaje cerca del puesto de limonada de Timmy, la imagen del reportaje hace alusión a la portada del cómic.

## En otros medios
- La película Superman (2025), está parcialmente inspirada en esta serie del comic. [8]

## Enlaces
- Action Comics cubiertas

- Datos: Q343615